# Liste des monuments historiques protégés en 1883
Cet article recense les monuments historiques français classés en 1883.

## Protections
| Édifice                                                               | Commune                 | Département        | Région                     | Protection | Base Mérimée                         | Coordonnées                        | Image |
| --------------------------------------------------------------------- | ----------------------- | ------------------ | -------------------------- | ---------- | ------------------------------------ | ---------------------------------- | ----- |
| Monastère Saint-Paul-de-Mausole                                       | Saint-Rémy-de-Provence  | Bouches-du-Rhône   | Provence-Alpes-Côte d'Azur | classé     | « PA00081452 », notice no PA00081452 | 43° 47′ 00″ nord, 4° 51′ 13″ est   |       |
| Église Saint-Léger                                                    | Cognac                  | Charente           | Nouvelle-Aquitaine         | classé     | « PA00104309 », notice no PA00104309 | 45° 41′ 46″ nord, 0° 20′ 06″ ouest |       |
| Église Saint-Martin                                                   | Chadenac                | Charente-Maritime  | Nouvelle-Aquitaine         | classé     | « PA00104638 », notice no PA00104638 | 45° 32′ 40″ nord, 0° 27′ 01″ ouest |       |
| Croix de cimetière de Couchey                                         | Couchey                 | Côte-d'Or          | Bourgogne-Franche-Comté    | classé     | « PA00112234 », notice no PA00112234 | 47° 15′ 44″ nord, 4° 57′ 39″ est   |       |
| Abbaye Saint-Florentin                                                | Bonneval                | Eure-et-Loir       | Centre-Val de Loire        | classé     | « PA00096975 », notice no PA00096975 | 48° 10′ 52″ nord, 1° 23′ 07″ est   |       |
| Alignements mégalithiques du Toulinguet                               | Camaret-sur-Mer         | Finistère          | Bretagne                   | classé     | « PA00089853 », notice no PA00089853 | 48° 16′ 06″ nord, 4° 35′ 15″ ouest |       |
| Dolmen de Tréguelc'hier                                               | Goulven                 | Finistère          | Bretagne                   | classé     | « PA00089979 », notice no PA00089979 | 48° 37′ 27″ nord, 4° 17′ 44″ ouest |       |
| Dolmen d'Argenton                                                     | Landunvez               | Finistère          | Bretagne                   | classé     | « PA00090050 », notice no PA00090050 | 48° 32′ 04″ nord, 4° 43′ 46″ ouest |       |
| Maison de la duchesse Anne                                            | Morlaix                 | Finistère          | Bretagne                   | classé     | « PA00090135 », notice no PA00090135 | 48° 35′ 59″ nord, 3° 49′ 14″ ouest |       |
| Menhir de Kerloas                                                     | Plouarzel               | Finistère          | Bretagne                   | classé     | « PA00090206 », notice no PA00090206 | 48° 26′ 20″ nord, 4° 43′ 16″ ouest |       |
| Menhir de Kergadiou                                                   | Plourin                 | Finistère          | Bretagne                   | classé     | « PA00090268 », notice no PA00090268 | 48° 30′ 11″ nord, 4° 41′ 02″ ouest |       |
| Château de Kérouzéré                                                  | Sibiril                 | Finistère          | Bretagne                   | classé     | « PA00090447 », notice no PA00090447 | 48° 39′ 50″ nord, 4° 04′ 20″ ouest |       |
| Porte Cailhau                                                         | Bordeaux                | Gironde            | Nouvelle-Aquitaine         | classé     | « PA00083477 », notice no PA00083477 | 44° 51′ 26″ nord, 0° 34′ 25″ ouest |       |
| Église de la Sainte-Trinité                                           | Aregno                  | Haute-Corse        | Corse                      | classé     | « PA00099155 », notice no PA00099155 | 42° 35′ 30″ nord, 8° 52′ 37″ est   |       |
| Menhir de la Haute-Borne                                              | Fontaines-sur-Marne     | Haute-Marne        | Grand Est                  | classé     | « PA00079060 », notice no PA00079060 | 48° 33′ 31″ nord, 5° 06′ 56″ est   |       |
| Aqueduc romain de Fontaines-sur-Marne                                 | Fontaines-sur-Marne     | Haute-Marne        | Grand Est                  | classé     | « PA00079059 », notice no PA00079059 | 48° 33′ 31″ nord, 5° 06′ 56″ est   |       |
| Palais de Justice                                                     | Rennes                  | Ille-et-Vilaine    | Bretagne                   | classé     | « PA00090751 », notice no PA00090751 | 48° 06′ 43″ nord, 1° 40′ 55″ ouest |       |
| Tour d'Hautefage-la-Tour                                              | Hautefage-la-Tour       | Lot-et-Garonne     | Nouvelle-Aquitaine         | classé     | « PA00084137 », notice no PA00084137 | 44° 20′ 30″ nord, 0° 46′ 24″ est   |       |
| Maison du Grand-Veneur                                                | Laval                   | Mayenne            | Pays de la Loire           | classé     | « PA00109545 », notice no PA00109545 | 48° 03′ 39″ nord, 0° 45′ 58″ ouest |       |
| Église Notre-Dame-de-la-Nativité                                      | Écrouves                | Meurthe-et-Moselle | Grand Est                  | classé     | « PA00106025 », notice no PA00106025 | 48° 40′ 49″ nord, 5° 50′ 34″ est   |       |
| Porte Saint-Georges                                                   | Nancy                   | Meurthe-et-Moselle | Grand Est                  | classé     | « PA00106316 », notice no PA00106316 | 48° 41′ 25″ nord, 6° 10′ 33″ est   |       |
| Abbaye de Saint-Amand (Ancien Hôtel de ville de Saint-Amand-les-Eaux) | Saint-Amand-les-Eaux    | Nord               | Hauts-de-France            | classé     | « PA00107797 », notice no PA00107797 | 50° 26′ 24″ nord, 3° 26′ 41″ est   |       |
| Abbaye Notre-Dame                                                     | Breteuil                | Oise               | Hauts-de-France            | classé     | « PA00114550 », notice no PA00114550 | 49° 38′ 03″ nord, 2° 17′ 31″ est   |       |
| Église Saint-Vaast                                                    | Saint-Vaast-de-Longmont | Oise               | Hauts-de-France            | classé     | « PA00114876 », notice no PA00114876 | 49° 17′ 47″ nord, 2° 44′ 41″ est   |       |
| Peyro-Lebado                                                          | Lacaune                 | Tarn               | Occitanie                  | classé     | « PA00095579 », notice no PA00095579 | 43° 41′ 50″ nord, 2° 41′ 18″ est   |       |
| Église Saint-Michel                                                   | Lescure-d'Albigeois     | Tarn               | Occitanie                  | classé     | « PA00095590 », notice no PA00095590 | 43° 57′ 56″ nord, 2° 10′ 56″ est   |       |
| Église Saint-Jean-Baptiste                                            | Jazeneuil               | Vienne             | Nouvelle-Aquitaine         | classé     | « PA00105474 », notice no PA00105474 | 46° 28′ 03″ nord, 0° 04′ 29″ est   |       |
| Église Saint-Nicolas                                                  | Maule                   | Yvelines           | Île-de-France              | classé     | « PA00087529 », notice no PA00087529 | 48° 54′ 28″ nord, 1° 50′ 23″ est   |       |